# Liste der Eigenproduktionen für Joyn

Logo von Joyn

Logo von Joyn Plus+

Diese Liste von Eigenproduktionen für Joyn enthält eine Auswahl an Serien, Reality-TV-Shows und Dokumentationsserien, die für den deutschen Streaminganbieter Joyn produziert und dort unter dem Label Joyn Original erstmals veröffentlicht wurden bzw. werden.
Sie sind entweder über den vor allem werbefinanzierten Video-on-Demand-Basisangebot Joyn oder über den kostenpflichtigen Subscription-Video-on-Demand-Angebot Joyn Plus+ verfügbar. Die erste Folge wird jedoch stets kostenlos zum Abruf bereitgestellt.
Falls nur einen Teil einer Serie für Joyn produziert wurde bzw. wird, werden die jeweiligen Staffeln in Klammern genannt.

## Serien

### Fiktion
| Erstver- öffentlichung | Titel                               | Genre                     | Staffel(n)              | Anmerkung / Status               |
| ---------------------- | ----------------------------------- | ------------------------- | ----------------------- | -------------------------------- |
| 18. Juni 2019          | Die Läusemutter                     | Comedy                    | 2 Staffel, 20 Episoden  | in Kooperation mit Sat.1         |
| 18. Juni 2019          | jerks. (Staffel 3–4)                | Comedy                    | 4 Staffeln, 42 Episoden | in Kooperation mit ProSieben     |
| 18. Juni 2019          | Singles’ Diaries                    | Webserie, Romantic Comedy | 1 Staffel, 16 Episoden  |                                  |
| 19. Aug. 2019          | 23 Morde – Bereit für die Wahrheit? | Krimi                     | 1 Staffel, 6 Episoden   |                                  |
| 23. Sep. 2019          | Frau Jordan stellt gleich           | Comedy                    | 3 Staffeln, 30 Episoden | in Kooperation mit ProSieben     |
| 21. Okt. 2019          | Check Check                         | Comedy, Dramatic Comedy   | 3 Staffeln, 26 Episoden | in Kooperation mit ProSieben     |
| 26. Nov. 2019          | Slavik – Auf Staats Nacken          | Mockumentary, Comedy      | 3 Staffeln, 24 Episoden |                                  |
| 19. Dez. 2019          | Dignity                             | Miniserie, Thriller       | 1 Staffel, 8 Episoden   | in Kooperation mit Mega (Chile)  |
| 16. Apr. 2020          | MaPa                                | Sad Comedy                | 1 Staffel, 6 Episoden   | in Kooperation mit rbb Fernsehen |
| 28. Mai 2020           | Aus dem Tagebuch eines Uber-Fahrers | Dramatic Comedy           | 1 Staffel, 6 Episoden   |                                  |
| 25. Juni 2020          | Crews & Gangs                       | Tanz-Jugendserie          | 1 Staffel, 5 Episoden   | in Kooperation mit RTL II        |
| 15. Okt. 2020          | Das Internat                        | Webserie, Comedy          | 3 Staffeln, 60 Episoden |                                  |
| 12. Nov. 2020          | Stichtag                            | Webserie, Coming-of-Age   | 1 Staffel, 12 Episoden  | verlängert                       |
| 11. März 2021          | Katakomben                          | Drama, Thriller           | 1 Staffel, 6 Episoden   | in Kooperation mit ProSieben     |
| 14. Okt. 2021          | Blackout                            | Miniserie, Thriller       | 1 Staffel, 6 Episoden   | in Kooperation mit Sat.1         |

### Dokumentation
| Erstver- öffentlichung | Titel                                     | Genre                                   | Staffel(n)          | Anmerkung / Status |
| ---------------------- | ----------------------------------------- | --------------------------------------- | ------------------- | ------------------ |
| 22. Nov. 2019          | KillerFrauen – Die weibliche Art zu töten | True Crime                              | 1 Staffel, 8 Folgen |                    |
| 19. Dez. 2019          | Refugee Roads                             | Reportage-Doku-Reihe                    | 1 Staffel, 8 Folgen |                    |
| 5. März 2020           | Mördermann                                | True Crime                              | 1 Staffel, 5 Folgen |                    |
| 4. Feb. 2021           | Unfck the World                           | Reportage-Doku-Reihe                    | 1 Staffel, 6 Folgen |                    |
| 28. Mai 2021           | Gewitter im Herz                          | Dating-Dokutainment-Serie               | 1 Staffel, 6 Folgen |                    |
| 20. Nov. 2021          | Mario Novembre – auch das noch            | Personality-Reality-TV-Doku-Reihe       | 1 Staffel, 8 Folgen |                    |
| 14. Dez. 2021          | Ready? Fresh? Date!                       | Dating-Dokutainment-Serie, Werbesendung | 1 Staffel, 4 Folgen |                    |
| 17. Dez. 2021          | Die Insektenjäger                         | Dokutainment-Serie                      | 1 Staffel, 8 Folgen |                    |
| 20. Jan. 2022          | Animals Army                              | Reportage-Doku-Reihe, Tiere             | 1 Staffel, 4 Folgen |                    |
| 14. Sep. 2023          | Come Back Stronger                        | Sport-Dokumentation                     | 1 Staffel, 6 Folgen |                    |

## Shows
| Erstver- öffentlichung | Titel                                                              | Genre                     | Staffel(n)                          | Anmerkung / Status                                          |
| ---------------------- | ------------------------------------------------------------------ | ------------------------- | ----------------------------------- | ----------------------------------------------------------- |
| 9. Dez. 2019           | The Entertainers                                                   | Personality-Show, Talk    | 1 Staffel, 8 Folgen                 |                                                             |
| 26. März 2020          | Mask Off                                                           | Spielshow                 | 3 Staffeln, 25 Folgen               |                                                             |
| 2. Apr. 2020           | Join me @ home                                                     | Factual Entertainment     | 1 Staffel, 10 Folgen                |                                                             |
| 8. Mai 2020            | M.O.M                                                              | Reality-Show, Dating      | 2 Staffeln, 22 Folgen (+ 1 Special) |                                                             |
| 12. Aug. 2020          | Shame Game                                                         | Spielshow                 | 2 Staffel, 12 Folgen                |                                                             |
| 21. Aug. 2020          | Coras House of Love (Staffel 1) Claudias House of Love (Staffel 2) | Reality-Show, Dating      | 2 Staffeln, 17 Folgen               | in Kooperation mit Sat.1                                    |
| 6. Mai 2021            | Achtung Aaron!                                                     | Personality-Show          | 1 Staffel, 16 Folgen                | verlängert                                                  |
| 24. Juni 2021          | #offline im Wald                                                   | Reality-Show              | 1 Staffel, 6 Folgen                 |                                                             |
| 2. Juli 2021           | Du votest, ich entscheide! by Slavik Junge                         | Comedy, Unterhaltungsshow | 1 Staffel, 3 Folgen                 |                                                             |
| 15. Juli 2021          | Die Obert Connection                                               | Reality-Show              | 1 Staffel, 6 Folgen                 |                                                             |
| 24. Sep. 2021          | Slavik Junge präsentiert: Nicht erregen                            | Comedy, Unterhaltungsshow | 1 Staffel, 7 Folgen                 |                                                             |
| 26. Nov. 2021          | Das Gefangenenexperiment mit Slavik Junge                          | Comedy, Unterhaltungsshow | 1 Staffel, 7 Folgen                 |                                                             |
| 8. Dez. 2021           | Reality Shore                                                      | Reality-Show              | 1 Staffel, 12 Folgen                | in Kooperation mit MTV und CH Media (3 Plus TV, oneplus.ch) |
| 13. Jan. 2022          | Hausparty X – Wer hat den besten Vibe                              | Spielshow                 | 2 Staffeln, 22 Folgen               |                                                             |
| 8. Dez. 2023           | Forsthaus Rampensau Germany                                        | Reality-Show              | 1 Staffel, 7 Folgen                 | in Kooperation mit ProSieben                                |
| 1. Mai 2025            | Match My Ex                                                        | Reality-Show              | 1 Staffel, 20 Folgen                | in Kooperation mit ProSieben                                |

## Filme
| Erstver- öffentlichung | Titel               | Anmerkung                               |
| ---------------------- | ------------------- | --------------------------------------- |
| 14. Okt. 2021          | Blackout – Die Doku | Begleitdokumentation zur Serie Blackout |

## Angekündigte Eigenproduktionen
Folgende Produktionen sind aktuell in Planung:
- Camps for Future, Spielshow (17. März 2022)[3]
- Die große Fight Night mit Trymacs[4], Live-Boxkampf-Event am 2. April 2022 (sowie zwei weitere Begleitformate im Umfeld des Events)
- Spaceboys[5], Fernsehserie (angekündigt 2022)